# Dean J. West
Norman Dean West Jr. (Moss Bluff, 9 febbraio 1982) è un attore statunitense.
Ha iniziato la sua carriera verso il 2003 ed è principalmente noto per aver recitato in Angry Games - La ragazza con l'uccello di fuoco nel 2013.

## Filmografia

### Cinema
- Angry Games - La ragazza con l'uccello di fuoco (The Starving Games), regia di Jason Friedberg e Aaron Seltzer (2013)

### Televisione
- CSI: NY - serie TV, episodio 3x04 (2006)
- Scrubs - Medici ai primi ferri (Scrubs) - serie TV, episodio 6x09 (2007)
- How I Met Your Mother - serie TV, episodio 3x18 (2008)
- The Vampire Diaries - serie TV, episodio 5x06 (2013)
- Preacher - serie TV, episodio 2x10 (2017)
- Cloak & Dagger - serie TV, episodio 1x09 (2018)

## Doppiatori italiani
Nelle versioni in italiano dei suoi film, Dean J. West è stato doppiato da:
- Simone Crisari in CSI: NY
- Massimo Di Benedetto in How I Met Your Mother
- Nanni Baldini in Angry Games - La ragazza con l'uccello di fuoc